# Кушкинское сельское поселение
Кушкинское се́льское поселе́ние — упразднённое муниципальное образование в Темниковском районе Мордовии Российской Федерации.
Административный центр — село Кушки.

## История
Образовано в 2005 году в границах сельсовета.
Законом Республики Мордовия от 15 июня 2010 года, Польско-Цибаевское сельское поселение и одноимённый ему сельсовет были упразднены (населённые пункты были включены в Кушкинское сельское поселение и одноимённый ему сельсовет).
Законом от 19 мая 2020 года, в июне 2020 года были упразднены Кушкинское и Подгорно-Конаковское сельские поселения и одноимённые им сельсоветы (населённые пункты включены в Бабеевское сельское поселение и одноимённый ему сельсовет).

## Население
| 2002 | 2010 | 2012 | 2013 | 2014 | 2015 | 2016 |
| ---- | ---- | ---- | ---- | ---- | ---- | ---- |
| 748  | ↘567 | ↘530 | ↘526 | ↘512 | ↘505 | ↘500 |
| 2017 | 2018 | 2019 | 2020 |      |      |      |
| ↘466 | ↘432 | ↘409 | ↘398 |      |      |      |

## Состав сельского поселения
| № | Населённый пункт  | Тип населённого пункта | Население |
| - | ----------------- | ---------------------- | --------- |
| 1 | Ивановка          | деревня                | ↘39       |
| 2 | Кочемасово        | деревня                | ↘1        |
| 3 | Кушки             | село                   | ↘317      |
| 4 | Польское Ардашево | деревня                | ↘107      |
| 5 | Польское Цибаево  | село                   | ↘75       |
| 6 | Третьяково        | деревня                | ↘28       |